# Sanitätsbrigade 4
Die Sanitätsbrigade 4 war eine der Sanitätsbrigaden der Bundeswehr. Der Stabssitz war Perleberg.

## Geschichte

### Vorgeschichte
Nach Ende des Ost-West Konflikts wurde die Struktur der Sanitätstruppe zur Einnahme der Heeresstruktur V bzw. V (N) geändert. Ein Großteil des Sanitätstruppe im westdeutschen Feld- und Territorialheer war bisher auf oberster Ebene in Sanitätskommandos gegliedert. Die westdeutschen Korps führten als Korpstruppen je ein Sanitätskommando. Analog führten die Territorialkommandos ebenfalls ein direkt unterstelltes Sanitätskommando.
In der neuen Struktur wurde die Masse der oben aufgezählten Truppenteile der Sanitätskräfte des Feld- und Territorialheers – soweit diese nicht außer Dienst gestellt wurden – in neu aufgestellten Sanitätsbrigaden zusammengefasst. Nach ähnlichem Prinzip erfolgte die Aufstellung der Logistikbrigaden und Führungsunterstützungsbrigaden bei den Korps. Diese fusionierten Großverbände neuen Typs vereinten Truppenteile und Aufgaben des bisherigen Feld- und Territorialheeres. Erst im Verteidigungsfall wären die Verbände voraussichtlich wieder getrennt worden. Zur Aufstellung der Sanitätsbrigaden wurden insbesondere die umfangreiche Reservelazarettorganisation und die Transportkapazitäten der Sanitätskommandos stark reduziert. Vorgesehen war, jedem der drei geplanten Korps/Territorialkommandos jeweils eine Sanitätsbrigade zu unterstellen. Entsprechend erfolgte die Nummerierung der neu aufzustellenden Sanitätsbrigaden:
- Sanitätsbrigade 1 für das geplante I. Korps/Territorialkommando Nord
- Sanitätsbrigade 2 für das geplante II. Korps/Territorialkommando Süd
- Sanitätsbrigade 4 für das nach der Wiedervereinigung in Ostdeutschland neu aufgestellte IV. Korps/Territorialkommando Ost.[A 1]

Letztlich kam es nicht zu der Aufstellung der fusionierten Korps/Territorialkommandos in Westdeutschland. An der Aufstellung der Sanitätsbrigaden bei den Korps bzw. beim Korps/Territorialkommando Ost hielt man jedoch fest.

### Aufstellung der Sanitätsbrigade Ost
Nach der Wiedervereinigung um 1990 wurde in Ostdeutschland ein fusioniertes Korps/Territorialkommando Ost aufgestellt. Der Vorläufer der späteren Sanitätsbrigade 4 wurde daher zunächst unter der Bezeichnung Sanitätsbrigade Ost ab etwa 1991 in Perleberg aufgestellt.

### Umbenennung in Sanitätsbrigade 4
Etwa zeitgleich mit der Neuaufstellung des Korps/Territorialkommando Ost als IV. Korps erhielt das Sanitätsbrigade Ost vermutlich im Oktober 1993 die Bezeichnung Sanitätsbrigade 4. Sitz des Stabes blieb Perleberg. Zur Einnahme der Struktur Neues Heer für neue Aufgaben wechselte die Sanitätsbrigade 4 vom IV. Korps zum Heeresunterstützungskommando.

### Auflösung
Der Standort Perleberg wurde bis 1997 mit Abzug des letzten Sanitätsbataillons von der Bundeswehr aufgegeben. Ob die Sanitätsbrigade mit neuem Stabssitz danach weiter Bestand hatte, ist nicht widerspruchsfrei belegbar. Sollte sie weiter Bestand gehabt haben, wechselte sie möglicherweise analog zu den anderen Sanitätsbrigaden nach Aufstellung des Zentralen Sanitätsdienstes der Bundeswehr um 2001 vom Heer zum Sanitätsführungskommando. Sie wäre dann vermutlich analog zu den anderen Sanitätsbrigaden bis Oktober 2003, spätestens bis 2004 aufgelöst worden. Teile ihres Personals, Materials und Truppenteile wurden möglicherweise zur Aufstellung des Sanitätskommandos III und später im Kommando Sanitätsdienstliche Einsatzunterstützung verwendet.

## Verbandsabzeichen

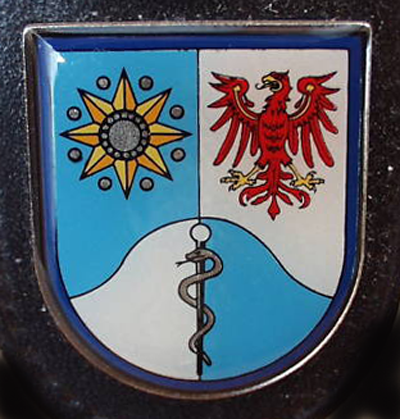
Internes Verbandsabzeichen des Stabes/Stabskompanie

Die Sanitätsbrigade führte anders als die meisten anderen Brigaden des Heeres kein eigenes Verbandsabzeichen. Die Soldaten trugen daher das Verbandsabzeichen des übergeordneten Großverbandes.
Als „Abzeichen“ wurde daher unpräzise manchmal das interne Verbandsabzeichen des Stabes und der Stabskompanie „pars pro toto“ für die gesamte Sanitätsbrigade genutzt. Es zeigte den Brandenburger Adler wie im Wappen Brandenburgs, einen Äskulapstabes ähnlich wie im Barettabzeichen der Sanitätstruppe und Sterne mit Perlen wie im Perleberger Stadtwappen. Die blaue Farbe eines Teils des Schildes entsprach der blauen Waffenfarbe des Sanitätsdienstes im Heer.